# 马诺 (夏朗德省)
马诺（法語：Manot，法語發音：[mano]）是法国夏朗德省的一个市镇，位于该省东北部，属于孔福朗区。

## 地理
马诺（45°56'34"N, 0°38'15"E）面积20.34 平方千米，位于法国新阿基坦大区夏朗德省，该省份为法国西部内陆省份，北起德塞夫勒省和维埃纳省，东临上维埃纳省，东南至多尔多涅省，南至多爾多涅省，西接滨海夏朗德省。
与马诺接壤的市镇（或旧市镇、城区）包括：昂贝尔纳克、维埃纳河畔昂萨克、希拉克、维埃纳河畔埃克西德伊、圣莫里斯德利永、上夏朗德土地镇。

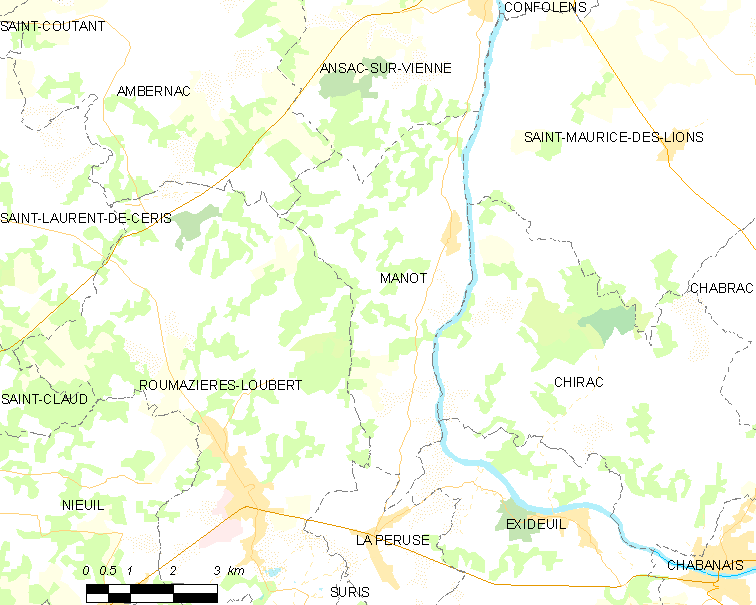
的OSM定位图

马诺的时区为UTC+01:00、UTC+02:00（夏令时）。

## 行政
马诺的邮政编码为16500，INSEE市镇编码为16205。

## 政治
马诺所属的省级选区为夏朗德-维埃纳县。

## 人口

1962-2008年间人口变化图示

马诺于2022年1月1日时的人口数量为548人。